# انتخابات ریاست‌جمهوری ایالات متحده آمریکا (۱۹۶۰)
رئیس جمهور فعلی، جمهوری خواه دوایت آیزنهاور، پس از دو بار انتخاب شدن دگر مجاز به شرکت در انتخابات طبق متمم بیست و دوم واجد شرایط برای انتخاب مجدد نبود. کندی اولین رئیس جمهور پس از این اصلاح قانونی بود. این اولین انتخابات ریاست جمهوری که در آن رای‌دهندگان در آلاسکا و هاوایی قادر به شرکت در ان بودند، انتخابات ریاست جمهوری آمریکا در تاریخ ۸ نوامبر ۱۹۶۰ ما بین کندی از حزب دموکرات و نیکسون از حزب جمهوری خواه برگزار شد

## حزب دموکرات

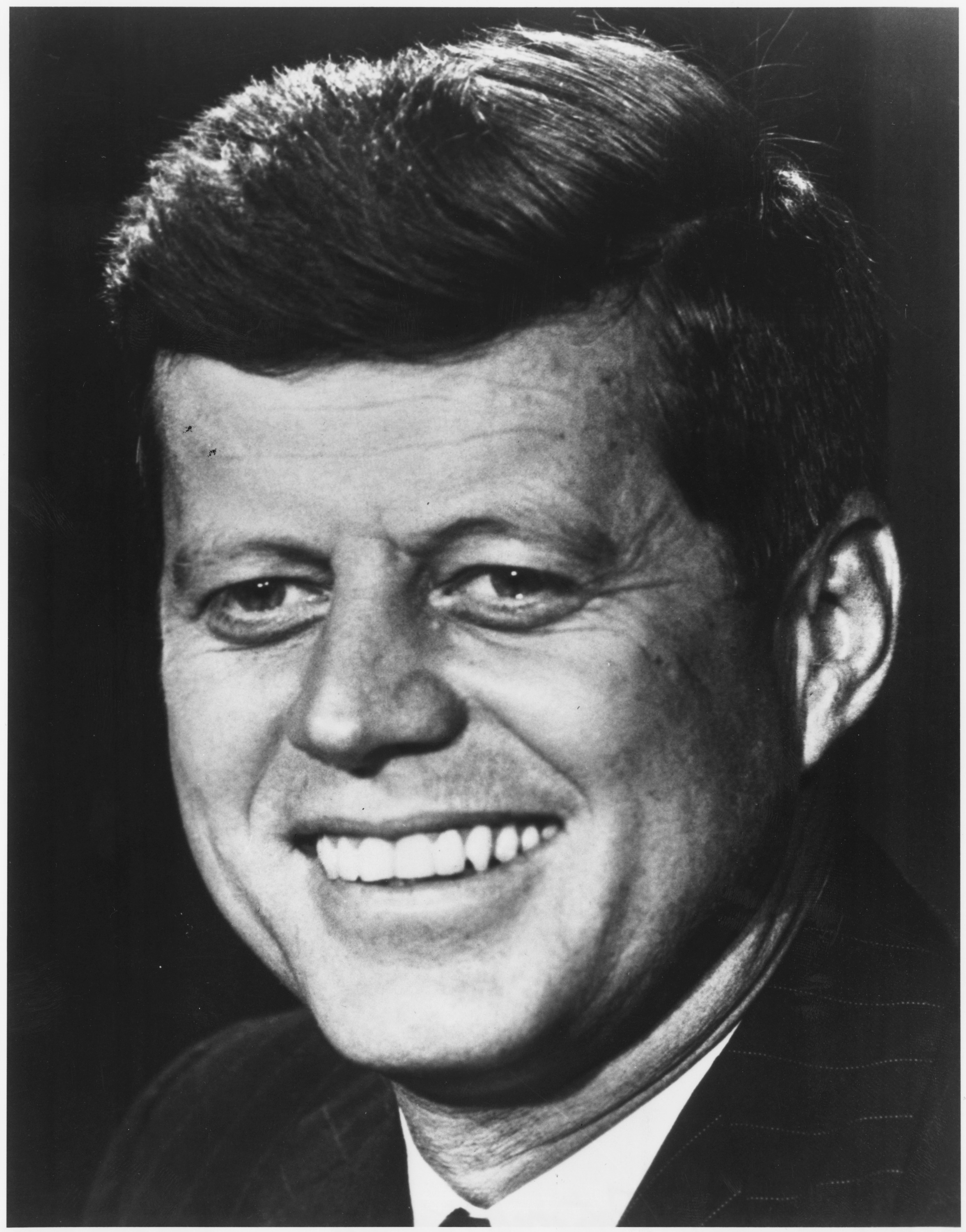
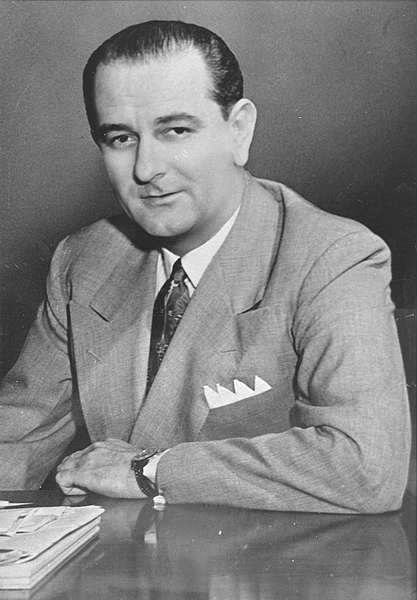
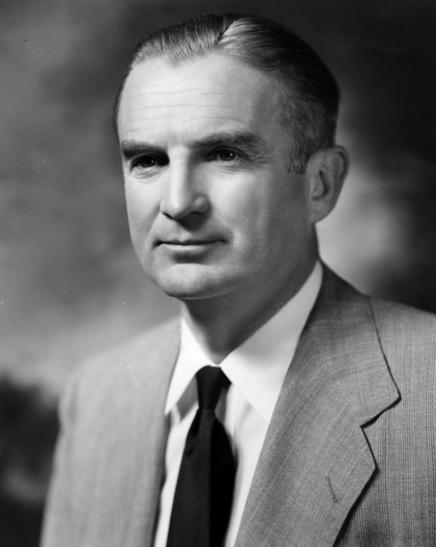
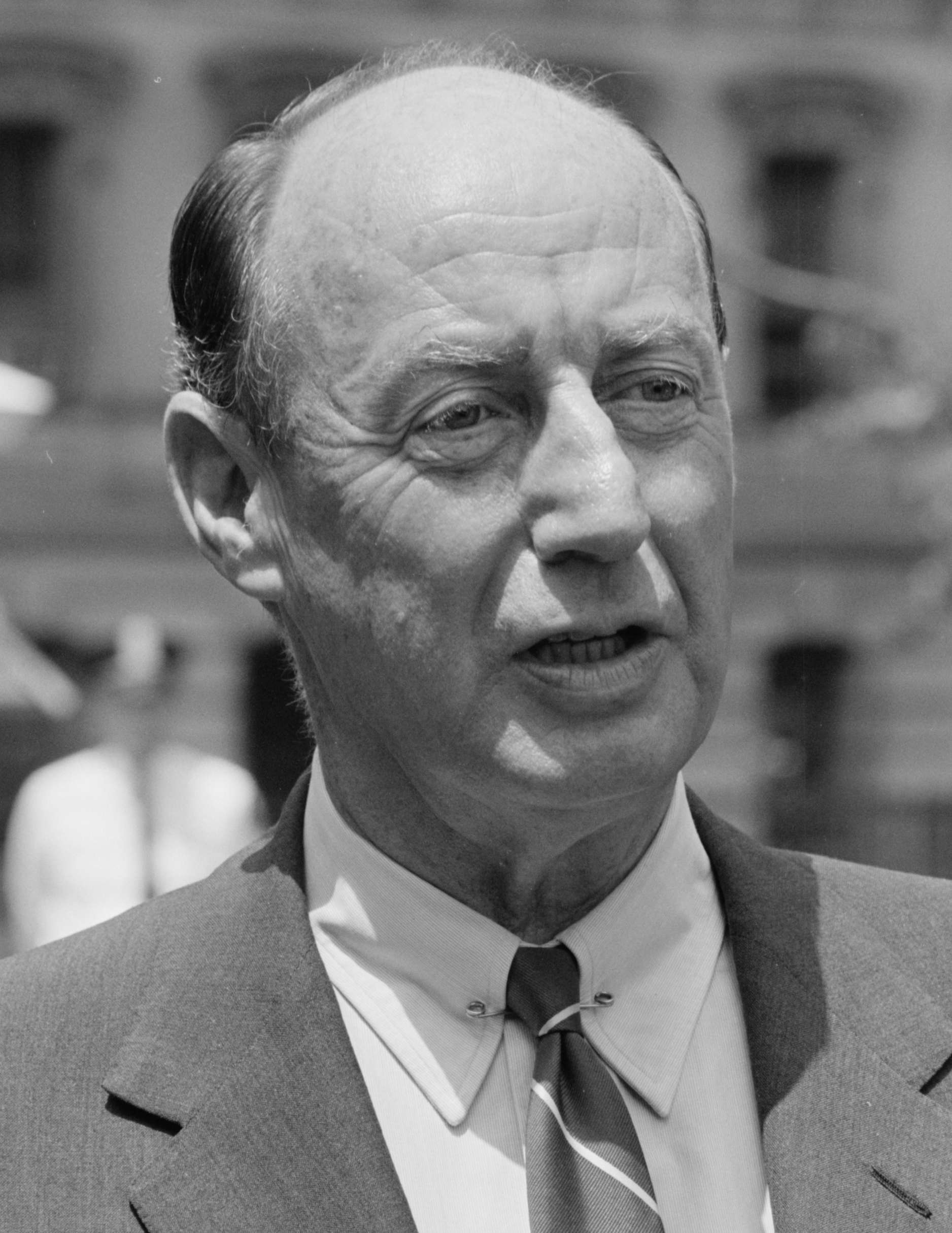
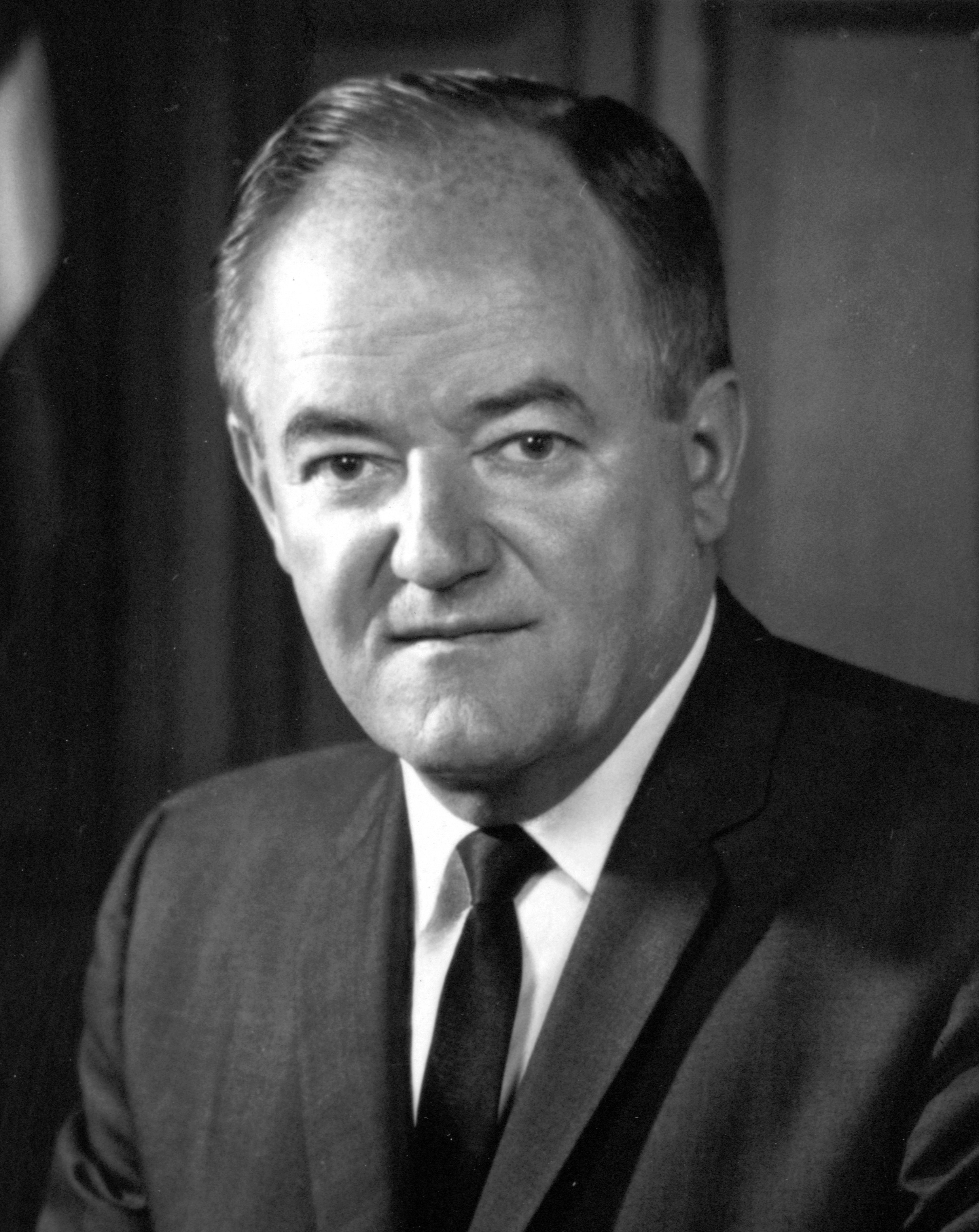
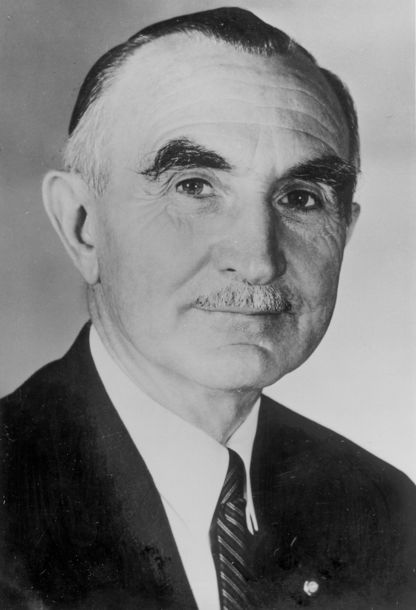
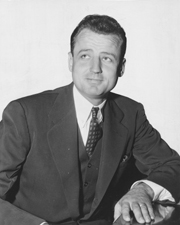

## حزب جمهوری خواه

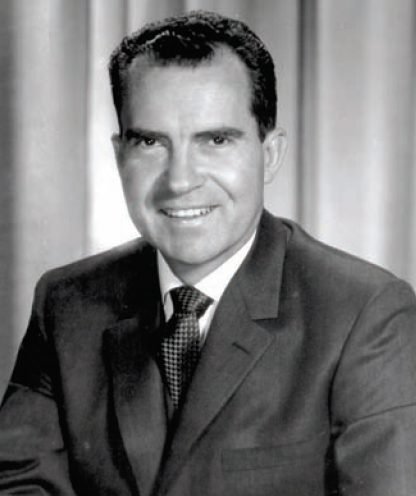
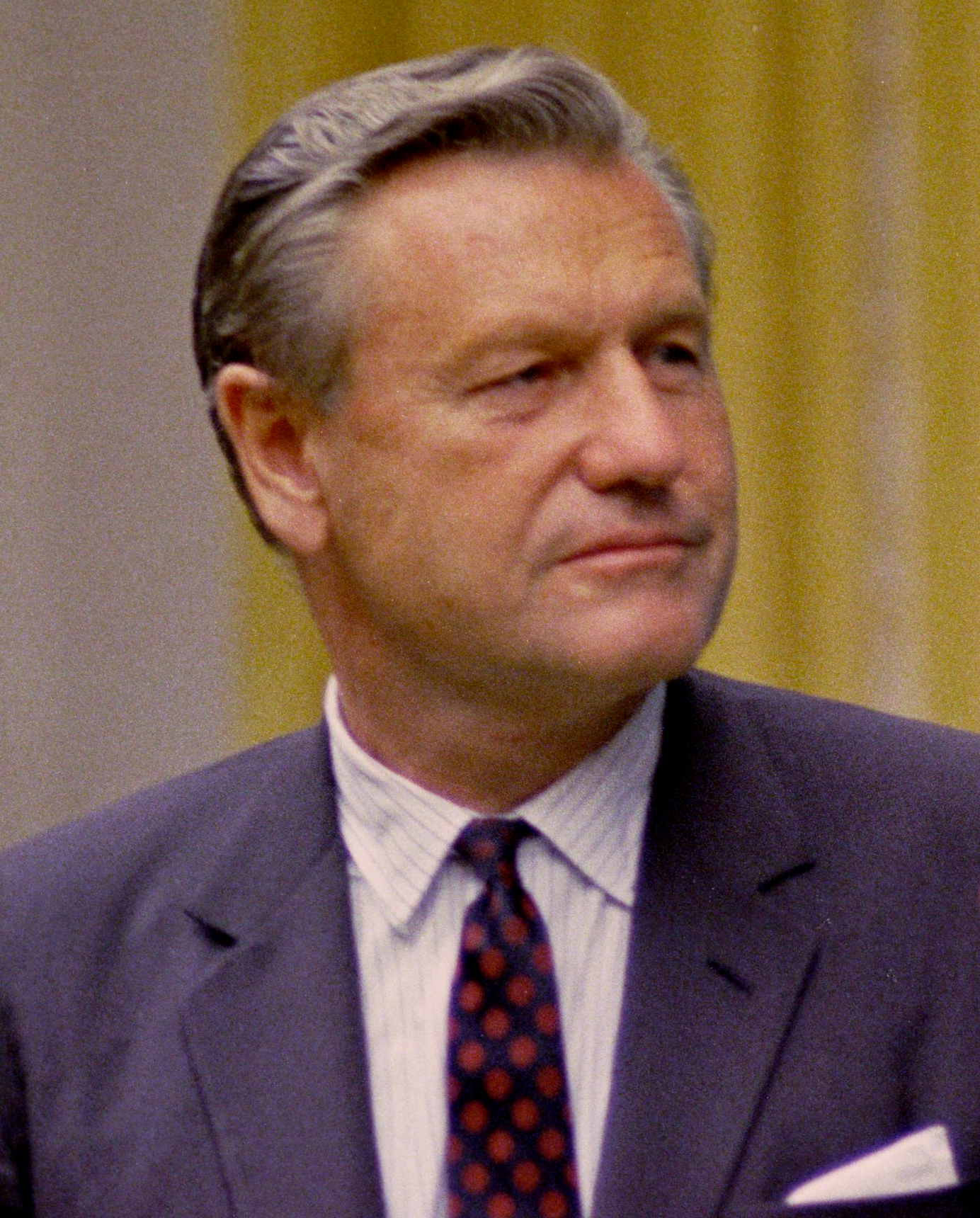
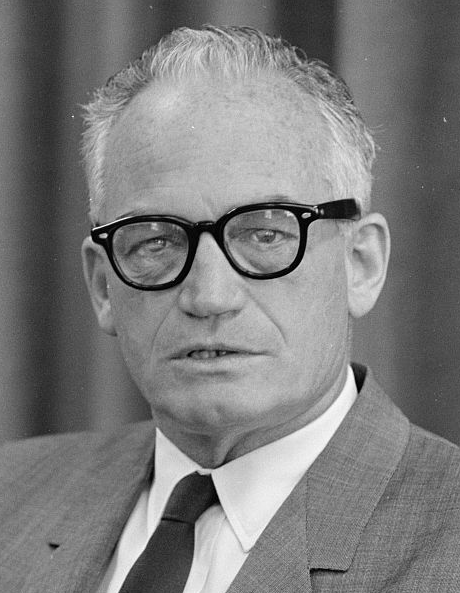